# Jerónimo Baía
Jerónimo Baía (Coimbra, 1620-30 – São Romão de Neiva (Viana do Castelo), 1688) foi frade beneditino e poeta barroco português.

## Biografia
Professou no convento beneditino de São Martinho de Tibães (Braga), tendo realizado seus estudos em Coimbra e em Lisboa. Em 1674, a ordem beneditina atribuiu-lhe o cargo de cronista. Frequentador da corte de D. Afonso VI, foi nomeado pregador régio dada a facilidade com que escrevia os seus poemas, e mais tarde afastado da corte aquando da ascensão de D.Pedro II ao reinado português.

## Obra
Além dos livros “Lampadário De Cristal“, considerado como poesia que servia de entretenimento e glorificadora dos feitos da corte, e “Tardes De Verão“, sua poesia está espalhada nos cancioneiros “Fénix Renascida“ (1716-1728) e “Postilhão de Apolo“ (1761).

### Poesia
O madrigal “A uma crueldade formosa”, o soneto "A uma trança de cabelos negros", o romance "Ao Menino Deus em metáfora de doce" e outro soneto “A f., favorecendo com a boca e...” estão entre seus poemas mais conhecidos, com características profundamente barrocas. Há outros como os sonetos á “Morte do conde de Castelo” e “Falando com Deus”, “Ao rigor de Lísi“, “Sonhando que vira a Márcia”, ou o romance “Retrato”, e outro soneto "A um Pé Pequeno". A sua poesia procura muitas vezes tentar explorar temas e formas do conceptismo e do cultismo, através de um "jogo de ideias" ou de "um jogo de palavras".